# Eric Brittingham
Eric Brittingham (ur. 8 maja 1960 w Salisbury, Maryland) – amerykański basista. Znany przede wszystkim z występów w zespole rockowym Cinderella. Wraz z grupą nagrał cztery albumy studyjne Night Songs (1986), Long Cold Winter (1988), Heartbreak Station (1990) oraz Still Climbing (1994), a także wylansował takie przeboje jak: "Nobody's Fool" (1986) czy "Don't Know What You Got (Till It's Gone)" (1988).
W latach 2014–2015 występował w supergrupie Devil City Angels, którą współtworzył z członkami zespołów Poison, L.A. Guns i Cheap Thrill. W 2016 roku jako muzyk koncertowy nawiązał współpracę z grupą Last in Line w której zastąpił Jimmy'ego Baina.

## Filmografia
- "Hair I Go Again" (2016, film dokumentalny, reżyseria: Steve McClure)[5]